# جان كريتيان لوب
جان كريتيان لوب (بالفرنسية: Jean-Loup Chrétien)‏ (و. 1938 – م) هو رائد فضاء، وطيار مقاتل، وعسكري من الولايات المتحدة الأمريكيةيحمل رتبة عسكرية فريق أول. ولد في لا روشيل .

## ريادة الفضاء
شارك في المهمات الفضائية:
- Soyuz TM-6
- Soyuz TM-7
- Soyuz T-6
- STS-86.

## التعليم
تعلم في School of the Air

## جوائز
حصل على جوائز منها:
- بطل الاتحاد السوفيتي (2 يوليو 1982)
- وسام الراية الحمراء من حزب العمال
- قائد وسام جوقة الشرف
- وسام لينين
- Medal "For Merit in Space Exploration".